# Jessica Pilz
Pour les articles homonymes, voir Pilz.
Jessica Pilz, née le 22 novembre 1996 à Haag en Autriche, est une grimpeuse autrichienne.

## Biographie
Jessica débute l'escalade professionnel en 2010. Elle se spécialise sur l'escalade de bloc, le plomb d'escalade, la vitesse d'escalade et l'escalade combinée,.
Lors des jeux olympiques de 2024, elle remporte la médaille de bronze.

## Palmarès

### Jeux olympiques
- 2024 à Paris, France
  - Médaille de bronze en bloc et difficulté

### Championnats du monde
- 2023 à Bern,  Suisse
  -  Médaille d'argent en combiné
- 2021 à Moscou,  Russie
  -  Médaille d'or en combiné
- 2018 à Innsbruck,  Autriche
  -  Médaille d'or en difficulté
  -  Médaille de bronze en combiné

### Coupe du monde d'escalade
- 2016
  -  Médaille de bronze en combiné
- 2015
  -  Médaille de bronze en difficulté

### Jeux mondiaux
- 2022 à Birmingham,  États-Unis
  -  Médaille d'or en difficulté

### Championnats d'Europe
- 2022 à Munich,  Allemagne
  -  Médaille d'argent en difficulté
  -  Médaille de bronze en combiné
- 2017 à Campitello di Fassa,  Italie
  -  Médaille de bronze en difficulté
- 2015 à Chamonix,  France
  -  Médaille de bronze en difficulté